# Boeing YB-40 Flying Fortress
Le Boeing YB-40 Flying Fortress est un avion d'escorte américain issu de la modification de bombardiers B-17. Il est mieux armé, ce qui lui permet d'escorter d'autres bombardiers pendant la guerre. Il est utilisé au cours de l'année 1943, essentiellement en Europe (France et Allemagne).

## Historique

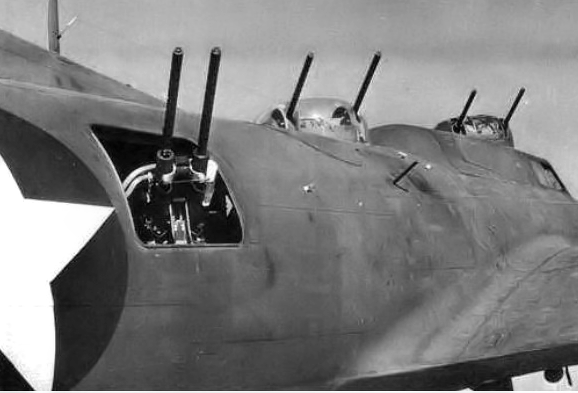
Vue de l'arsenal impressionnant de mitrailleuses que le B-40 possédait.

Les travaux sur le prototype ont commencé en septembre 1942 chez Lockheed dans le but de convertir un B-17F en avion d'escorte de bombardiers. À ce moment, un chasseur d'escorte à longue distance capable d'accompagner les bombardiers durant toute la durée de leur trajet n'était pas encore disponible.
Le B-40 différait du B-17F original par l'ajout d'une tourelle de menton, d'une tourelle additionnelle supplémentaire à l'emplacement du poste radio ainsi que par des mitrailleuses jumelées à la place de simples dans les sabords latéraux. Bien que les mitrailleuses de sabords avant situées à l'ancien poste du bombardier aient été supprimées, elles furent remises en place en Angleterre où elles prouvèrent toute leur utilité. Finalement, étant-donné qu'il n'était pas destiné à des missions de bombardement, sa soute à bombes a été convertie en magasin à munitions pour les mitrailleuses. 
Le premier appareil, un B-17F-1-BO converti et redésigné XB-40 s'envola pour la première fois le 10 novembre 1942. Par la suite, une commande de 10 exemplaires, puis de 12, fut passée ; finalement, un total de 20 avions d'essai ont été commandés à Lockheed Vega en tant que YB-40, en plus de quatre appareils d'entraînement désignés TB-40 pour lesquels le contrat est attribué à la Douglas Aircraft Company. Les modifications furent effectuées dans l'usine de Douglas à Tulsa en Oklahoma et les avions furent prêts en mars 1943.
La production du B-40 passa chez Douglas et de nombreuses versions virent le jour. Une multiplicité de configuration d'armement apparut au fil des versions, certains YB-40 furent équipés de quatre mitrailleuses dans le nez et la queue, d'autres ont eu des canons allant jusqu'à 40 mm de calibre tandis que d'autres ont été dotés de 30 canons et mitrailleuses de différents calibres dans des tourelles additionnelles sur ou en dessous du fuselage.
L'utilité de cet escorteur fut limitée. En effet, une fois délestés de leurs bombes, les B-17 standards devenaient plus légers que les B-40. Plus lourds du fait de leurs armements supplémentaires, ils avaient de grosses difficultés à voler en formation avec ceux-ci et se faisaient facilement distancer.

### Appareils comparables
- Boeing B-17 Flying Fortress
- Consolidated XB-41 Liberator
- Consolidated B-24 Liberator